# Bergums landskommun
Bergums landskommun var en tidigare kommun i dåvarande Älvsborgs län.

## Administrativ historik
Kommunen bildades  i Bergums socken i Vättle härad i Västergötland när 1862 års kommunalförordningar trädde i kraft.
Vid kommunreformen 1952 uppgick den i Stora Lundby landskommun där denna del utbröts 1967 och uppgick i Göteborgs stad, från 1971 Göteborgs kommun. 

## Politik

### Mandatfördelning i Bergums landskommun 1938-1946
| 5 | 8 | 1 | 6 |

| 20 |

| 4 | 9 | 2 | 5 |

| 20 |

| 1 | 4 | 9 | 6 |

| 18 |